# İlhan Akoğuz
İlhan Akoğuz (* 1937 in Uluborlu, Provinz Isparta) ist ein ehemaliger türkischer Generalmajor des Heeres (Türk Kara Kuvvetleri).

## Leben
Akoğuz begann nach dem Schulbesuch eine Offiziersausbildung an der Heeresschule (Kara Harp Okulu), die er 1957 als Fähnrich (Asteğmen) abschloss. Nach verschiedenen Verwendungen als Offizier in Heereseinheiten absolvierte er die Heeresakademie (Kara Harp Akademisi) und wurde nach deren Abschluss 1971 Hauptmann (Binbaşı) im Stabsdienst sowie in weiteren Heereseinheiten, ehe er zwischen 1979 und 1981 als Heeresattaché an der Botschaft in der Volksrepublik China tätig war. Nach seiner Rückkehr wurde er 1981 Kommandeur des zur 61. Infanteriedivision gehörenden 54. Panzerregiments und war danach zwischen 1982 und 1984 Chef des Stabes des VII. Korps.
Nach seiner Beförderung zum Brigadegeneral (Tuğgeneral) wurde Akoğuz 1984 Kommandant der Nationalen Sicherheits- und Streitkräfteakademie (Millî Güvenlik ve Silahlı Kuvvetler Akademisi) sowie im Anschluss 1986 Kommandeur der in Kars stationierten 14. Mechanisierten Brigade. Nachdem er 1988 zum Generalmajor (Tümgeneral) befördert worden war, übernahm er anfangs den Posten als Kommandeur der in Edirne stationierten 3. Mechanisierten Division, ehe er anschließend 1990 Kommandeur des Zentralen Kartografiekommandos (Harita Genel Komutanlığı) wurde. Diesen Posten bekleidete er bis zu seiner Versetzung in den Ruhestand am 30. August 1992.
Akoğuz, der verheiratet und Vater zweier Kinder ist, spricht neben Türkisch auch Englisch.